# 哥倫比亞丘頭鯰
哥倫比亞丘頭鯰，為輻鰭魚綱鯰形目蝌蚪鯰科的其中一種，為熱帶淡水魚類，分布於南美洲Atratom及Magdalena河流域，體長可達11.5公分，棲息在底層水域，生活習性不明。

## 扩展阅读
維基物種上的相關：哥倫比亞丘頭鯰